# Salavat
Salavat (en russe : Салават ; en bachkir : Салауат, Salawat) est une ville de la république de Bachkirie, en Russie. Avec ses 151 571 habitants en 2019, Salavat est la troisième plus grande ville de Bachkirie, après Oufa et Sterlitamak.

## Géographie
Salavat est arrosée par la rivière Belaïa, un affluent de la Kama, dans le bassin de la Volga. Elle est située à 13 km au sud-ouest d'Ichimbaï, à 30 km au sud de Sterlitamak, à 155 km au sud d'Oufa et à 1 208 km à l'est de Moscou.

## Histoire
Salavat est une ville nouvelle fondée en 1948, dans le cadre de la construction d'un combinat pétrochimique. Elle reçoit le statut de ville en 1954. Elle porte le nom d'un Bachkir, Salavat Ioulaïev, compagnon de Pougatchev.
Le 9 mai 2024, l'Ukraine affirme, avoir visé, avec des drones, la raffinerie Neftekhim Salavat de Gazprom, située à Salavat dans la république du Bachkortostan, à une distance de près de 1 200 kilomètres de sa frontière,,.

## Population
Recensements (*) ou estimations de la population
| 1959*  | 1970*   | 1979*   | 1989*   | 2002*   | 2006    | 2010*   | 2012    |
| ------ | ------- | ------- | ------- | ------- | ------- | ------- | ------- |
| 60 667 | 113 932 | 137 237 | 149 627 | 158 600 | 156 964 | 156 095 | 155 464 |

| 2013    | 2014    | 2015    | 2016    | 2017    | 2018    | 2019    | 2020 |
| ------- | ------- | ------- | ------- | ------- | ------- | ------- | ---- |
| 154 884 | 154 593 | 155 655 | 153 973 | 153 181 | 152 354 | 151 571 | -    |

## Économie
L'économie de Salavat repose sur le combinat pétrochimique Salavatnefteorgsintez (Салаватнефтеоргсинтез).